# Шпорець сомалійський
Шпо́рець сомалійський (Heteromirafra archeri) — вид горобцеподібних птахів родини жайворонкових (Alaudidae). Це рідкісний, малодосліджений вид, що мешкає в Ефіопії і Сомалі.

## Опис
Довжина птаха становить 14-17 см, вага 30 г. Верхня частина тіла попелясто-коричнева, поцяткова темним лускоподібним візерунком, нижня частина тіла охриста, груди сильно поцятковані темними сугами. Крилу рудувато-коричневі, хвіст коричневий, крайні стернові пера білі. Дзьоб рожевувато-сірий. Задній кіготь на лапах видовжений.

## Поширення і екологія
Сомалійські шпорці мешкають в районі Неґеле-Борана на півдні Ефіопії та в районії Джиджиги на північному сході Ефіопії, а також в сусідніх районах Сомалі, між містами Харгейса і Борама. Вони живуть на високогірних луках, місцями порослих чагарниками та в сухих акаціяєвих саванах, на висоті від 1400 до 1600 м над рівнем моря. Живляться насінням і дрібними безхребетними, в клаці 3 яйця.

## Збереження
МСОП класифікує цей вид як такий, що перебуває на межі зникнення. За оцінками дослідників, популяція сомалійських шпорців становить від 50 до 250 птахів.